# Ezelinnenmelk

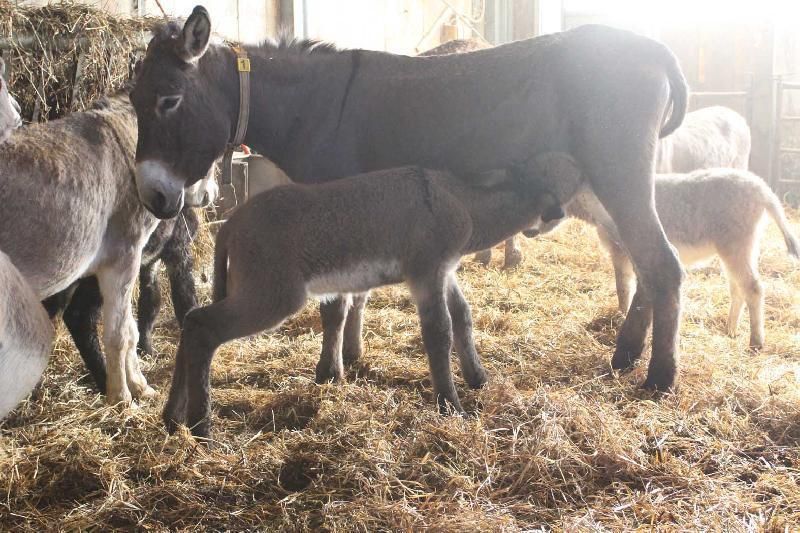
Ezel

Ezelinnenmelk, ezelmelk of jenny-melk is de melk die wordt gegeven door de gedomesticeerde ezel (Equus asinus). Het wordt sinds de oudheid zowel voor cosmetische doeleinden als voor kindervoeding gebruikt.

## Geschiedenis
Het gebruik van ezelinnenmelk door mensen voor voedings- en cosmetische doeleinden is populair sinds de Egyptische oudheid.
Hippocrates (460 - 370 v.Chr.), de vader van de geneeskunde, was de eerste die schreef over de geneeskrachtige eigenschappen van ezelinnenmelk. 

## Productie
De ezelin is normaal ongeveer 12 maanden zwanger. Aangezien de vruchtbaarheidscyclus van de ezelin seizoengebonden is, is er slechts enkele maanden per jaar verse melk beschikbaar.
De productie van ezelinnenmelk verschilt aanzienlijk van die van conventionele zuivelproducten, vooral wat betreft de melkvoorziening die dus veel beperkter is. De melkklieren hebben een lage capaciteit (maximaal 2,5 liter), bovendien is een deel van de melk nodig voor het veulen.

## Samenstelling
Gepubliceerde gegevens over de samenstelling van de ezelsmelk bevestigen de nauwere overeenkomst met moedermelk voor lactose-, eiwit- en vaste bestanddelen in vergelijking met koeien-, schapen- en geitenmelk. Het vetgehalte is lager dan bij moedermelk. Indien ezelsmelk wordt gebruikt voor babyvoeding, wordt deze daarom aangevuld met wat plantaardige olie. Vooral het lagere caseïnegehalte vergeleken met koemelk, speelt een rol bij baby's met koemelkallergie.
| Samenstelling van ezels-, paarde-, moeder- en koeienmelk (g/100 g) |           |           |           |           |
| samenstelling                                                      | ezel      | paard     | mens      | koe       |
| pH                                                                 | 7.0 – 7.2 | 7.18      | 7.0 – 7.5 | 6.6 – 6.8 |
| eiwit g/100g                                                       | 1.5 – 1.8 | 1.5 – 2.8 | 0.9 – 1.7 | 3.1 – 3.8 |
| vet g/100g                                                         | 0.3 – 1.8 | 0.5 – 2.0 | 3.5 – 4.0 | 3.5 – 3.9 |
| lactose g/100g                                                     | 5.8 – 7.4 | 5.8 – 7.0 | 6.3 – 7.0 | 4.4 – 4.9 |
| Vaste stoffen g/100 g                                              | 8.8-11.7  | 9.3-11.6  | 11.7-12.9 | 12.5-13.0 |
| Caseïne g/100 g                                                    | 0.64-1.03 | 0.94-1.2  | 0.32-0.42 | 2.46-2.80 |
| Wei-eiwit g/100 g                                                  | 0.49-0.80 | 0.74-0.91 | 0.68-0.83 | 0.55-0.70 |
| Stikstof g/100 g                                                   | 0.18-0.41 | 0.17-0.35 | 0.26-0.32 | 0.1-0.19  |

## Farmaceutisch gebruik
Ezelsmelk kan worden gebruikt als een natuurlijke hypoallergene melk, bij baby's met voedselallergieën, zoals koemelkeiwitallergie. Echter moet de zuigelingentolerantie voor ezelsmelk eerst subjectief worden geëvalueerd, onder medisch toezicht en na het uitvoeren van specifieke allergietesten. Het gebruik van ezelsmelk voor kinderen jonger dan zes maanden wordt afgeraden omdat er verbanden zijn gelegd met gevallen van zuigelingensterfte. Er lijkt een verhoogd risico op infecties te zijn en een verminderd vermogen van het kind om colostrum op te nemen.
Ezelmelk bevat immuunbevorderende verbindingen (met name lysozyme en lactoferrine) om baby's te beschermen tegen infectie en ziekte. Daarnaast vinden kinderen de smaak en het uiterlijk van ezelinnenmelk aantrekkelijk.

## Cosmetisch gebruik
Er wordt gezegd dat Cleopatra, koningin van het oude Egypte, baden nam in ezelinnenmelk om de schoonheid en de jeugd van haar huid te behouden. De legende gaat dat er niet minder dan 700 ezels nodig waren om de hoeveelheid melk te leveren die nodig was voor haar dagelijkse bad. 

### Cosmetica met ezelinnenmelk
De afgelopen jaren is de cosmetische industrie meer gericht op producten gemaakt met natuurlijke ingrediënten, en is deze gericht op een duurzame consumptie. Vanwege hun natuurlijke oorsprong komen melkcomponenten op veel gebieden overeen met de behoeften van de cosmetica-branche.
Tegenwoordig wordt ezelinnenmelk nog steeds gebruikt bij de vervaardiging van zeep en crèmes.

## Typen in de handel
- Rauwe ezelinnenmelk (bederfelijk) in een omgeving waar het gebruikelijk is ezels te houden. In Nederland is 1 ezelmelkerij bekend voor verse consumptiemelk in Belfeld (Gemeente Venlo).
- Gepasteuriseerde ezelinnenmelk.
- Gevriesdroogde ezelinnenmelk

Vriesdrogen wordt toegepast om de hoge biologische kwaliteit van ezelinnenmelk te beschermen, dus om de voedingswaarde, functionele en cosmetische eigenschappen te behouden. Verder onderzoek is echter zinvol omdat er nog niet zoveel bekend is over de invloed van langdurig bewaren op de kwaliteit, al zijn de eerste onderzoekresultaten positief.
Dit product is gemakkelijk te vinden in Nederland (Belfeld), Italië en Frankrijk, waar het voor het eerst op de markt werd gebracht, maar het kan moeilijk verkrijgbaar zijn buiten Europa.